# Bulbophyllum dasyphyllum
Bulbophyllum dasyphyllum là một loài phong lan thuộc chi Bulbophyllum.